# ناحیه الایخا
ناحیه الایخا (به لاتین: Allaikhovsky District) یک منطقهٔ مسکونی در روسیه است که در یاقوتستان واقع شده‌است.